# دكسي

اللون الأحمر الداكن يشير إلى الولايات التي غالبا يطلق عليها المصطلح الحديث ديكسي، أما اللون الأحمر - أحيانا (انظر جنوب الولايات المتحدة لتعريف التعداد السكاني الأميركي)، بينما الأحمر الفاتح - تشملها أحيانا بسبب الروابط التاريخية مع الجنوب.

دكسي (بالإنجليزية: Dixie) اسم يطلق غالبًا على الجزء الجنوبي من الولايـات المتحدة، كما يطلق عليها أيضًا دكسي لاند. وهناك العديد من الشروح المختلفة لهذه التسمية، فقد أصدر أحد بنوك لويزيانا ورقة نقد من فئة العشرة دولارات، وتحمل الكلمة الفرنسية دكسي وتعني عشرة. وطبقًا لإحدى الروايات فإن الناس قد أطلقوا على لويزيانا دكسي لاند ثم اختصرت إلى دكسي. وبمضي الوقت أصبحت دكسي تعني الجنوب كله. وفي رواية أخرى فإن الكلمة أتت من اسم أحد ملاك العبيد، يسمى دكسي.